# لورين غروف
لورين غروف (بالإنجليزية: Lauren Groff)‏ (23 يوليو 1978، كوبرستاون في الولايات المتحدة)؛ كاتِبة وروائية أمريكية.